# Lipa (gmina Beltinci)
Lipa (węg.: Kislippa) – miejscowość w Słowenii w gminie Beltinci.